# Simhopp vid världsmästerskapen i simsport 2024 – Damernas parhopp 10 meter plattform
Damernas parhopp 10 meter plattform i simhopp vid världsmästerskapen i simsport 2024 avgjordes den 6 februari 2024 i Hamad Aquatic Centre i Doha i Qatar.
Chen Yuxi och Quan Hongchan från Kina tog guld, Jo Jin-mioch Kim Mi-rae från Nordkorea tog silver samt Andrea Spendolini-Sirieix och Lois Toulson från Storbritannien tog brons.

## Resultat
Tävlingen startade klockan 18:32.
| Placering | Nation         | Simhoppare                             | Poäng  |
| --------- | -------------- | -------------------------------------- | ------ |
| 1         | Kina           | Chen Yuxi Quan Hongchan                | 362,22 |
| 2         | Nordkorea      | Jo Jin-mi Kim Mi-rae                   | 320,70 |
| 3         | Storbritannien | Andrea Spendolini-Sirieix Lois Toulson | 299,34 |
| 4         | Mexiko         | Gabriela Agúndez Alejandra Orozco      | 296,34 |
| 5         | Ukraina        | Ksenija Bajlo Sofija Lyskun            | 292,50 |
| 6         | Kanada         | Caeli McKay Kate Miller                | 287,34 |
| 7         | Tyskland       | Christina Wassen Elena Wassen          | 277,98 |
| 8         | USA            | Jessica Parratto Delaney Schnell       | 271,26 |
| 9         | Japan          | Matsuri Arai Minami Itahashi           | 270,90 |
| 10        | Australien     | Nikita Hains Melissa Wu                | 266,58 |
| 11        | Sydkorea       | Kim Na-hyun Kwon Ha-lim                | 240,36 |
| 12        | Malaysia       | Pandelela Rinong Nur Dhabitah Sabri    | 240,06 |
| 13        | Spanien        | Valeria Antolino Ana Carvajal          | 237,24 |
| 14        | Frankrike      | Jade Gillet Emily Halifax              | 231,60 |
| 15        | Puerto Rico    | Lauren Burch Elizabeth Miclau          | 224,28 |
| 16        | Macao          | Lo Ka Wai Zhao Hang U                  | 155,88 |